# Jöns Månsson
Jöns Månsson i Böle, född 4 april 1769 i Myssjö socken i Jämtland, död 28 maj 1867 i Forsa socken, var en svensk snickare och hälsingemålare.
Han flyttade till Forsa socken 1789 och gifte sig året efter med snickardottern Cecilia Andersdotter, varefter han var bosatt i hustruns hemby Böle. Månsson påbörjade banan som målare senast 1792 och var aktiv i ett halvt sekel framöver. Enligt den muntliga traditionen i bygden var han även verksam som snickare. Som möbelmålare utförde han dekorationsmåleri med blommor och blad, i regel mot blå bakgrund. Han dekorerade också bygdens bondgårdar med sina tjocka vita Forsadörrar i rokoko med utsvängda dörrspeglar. Möbelmåleriets ljusblå bottenfärg är en blandning av pigmenten indigo och blyvitt. I dekorationsmåleriet använde han sig av bland annat mörkblå nyanser av indigo eller berlinerblått, mörkröda detaljer i järnmönja, samt orangea och gula detaljer av cinnober respektive gulockra. Marmorering och ådring var tekniker som Månsson behärskade väl.
Efter Månssons frånfälle lämnade prästen goda omdömen om honom i dödboken för hans kyrksamhet. Bland bönderna i trakten kallades han "Rosmålaren", ett smeknamn som använts för flera svenska allmogemålare.
Ett dubbelskåp av Månsson ingår i Hälsinglands museums samlingar. Skåpet har en signatur i blyerts med namn och årtalet 1800.